# Taipuva Luotisuora
Taipuva Luotisuora ist eine finnische Progressive- und Space-Rock-Band aus Rauma, die 2002 gegründet wurde.

## Geschichte
Die Band wurde im Jahr 2002 gegründet und besteht aus dem Gitarristen Ville Eriksson, Esko Grundström (Keyboard, Streichinstrumente, Kantele, Blasinstrumente, Melodika, Akkordeon), dem Bassisten Juha Eriksson, dem Schlagzeuger Tatu Laurila und dem Perkussionisten und Schlagzeuger Taneli Korpinen. Auf den Veröffentlichungen arbeitet die Band auch mit verschiedenen Gastmusikern zusammen. Im folgenden Jahr erschien eine selbstbetitelte EP. Danach folgten mit Planetaariset ilmanpainevyöhykkeet (2004), I (2005), II (2006), IV (2009) und 8 (2013) eine Reihe von Alben.

## Stil
Scott Heller von aural-innovations.com schrieb in seiner Rezension zu II, dass sich die Band hierauf weiter in ihrem Stil entwickelt. Es gebe in vielen Liedern nun Gesang, der auf Englisch mit finnischem Akzent sei, und zusätzliche Mitglieder würden Cello- und Flöten-Töne beisteuern. Seien die vorherigen Veröffentlichungen noch progressiver Space Rock gewesen, gebe sich die Gruppe nun melodiöser und poppiger. Thoralf Koß von musikreviews.de stellte fest, dass sich die Band auf 8 Richtung Space Rock bewegt. Auf dem Vorgänger habe sich die Band progressiver und bodenständiger gegeben und es seien Vergleiche zu King Crimson und Gong aufgekommen. Auf diesem Album nun klinge die Band wie die ebenfalls finnische Gruppe Hidria Spacefolk. Klanglich beziehe man sich größtenteils auf die 1970er Jahre, das heißt man habe Space-, Progressive-, Jazz- und Psychedelic-Rock verarbeitet, wobei Gemeinsamkeiten zu Deep Purple, Magma, Beardfish, Emerson, Lake and Palmer und Mahavishnu Orchestra entstanden seien.

## Diskografie
- 2003: Taipuva Luotisuora (EP, Eigenveröffentlichung)
- 2004: Planetaariset Ilmanpainevyöhykkeet (Album, UUU Records)
- 2005: I (Album, Kaakao Records)
- 2006: II (Album, UUU Records)
- 2009: IV (Album, Kaakao Records/Nordic Notes)
- 2013: 8 (Album, Nordic Notes)